# Thập niên 1670
Thập niên 1670 là thập niên diễn ra từ năm 1670 đến 1679.